# Ortsburg Aitlingen
Die abgegangene Ortsburg Aitlingen war eine hochmittelalterliche Motte im Aitrachtal. Sie war vermutlich der Sitz der Herren von Aitlingen, einer 1297 mit Heinrich der Eitelinger
erstmals urkundlich erwähnten fürstenbergischen Dienstmannenfamilie. Um die Ortsburg lagen die Siedlungsareale Aitlingen, Unter Stetten und Stetten beim Längehaus. Der burgstall zu Aitlingen wird 1473 erwähnt.
Die Ansiedlung wurde 1499 im Schweizerkrieg zerstört und danach verlassen.

## Lage
Der Burgstall der abgegangenen Ortsburg Aitlingen liegt auf der Gemarkung Blumberg-Riedöschingen, ungefähr 2.200 Meter nordnordöstlich der Kirche von Riedöschingen im Aitrachtal. Nördlich des Burgstalls fließen ein Entwässerungsgraben und die junge Aitrach, südlich davon der Homberggraben.

## Beschreibung
Der Burgstall der Motte, einer künstlich aufgeschütteten Turmhügelburg, wurde durch landwirtschaftliche Nutzung sehr stark verflacht, ist aber auf Luftaufnahmen, Schummerungskarten und in der vegetationsarmen Jahreszeit auch im Gelände zu erkennen. Vereinzelt sind oberflächig kleine Ziegelreste und Schlackebrocken zu sehen.
Das äußere Wall-Grabensystem ist annähernd kreisförmig und hat einen Durchmesser von etwa 100 Metern. Da Motten üblicherweise durch einen Wassergraben geschützt waren, kann dies bei der Lage der Ortsburg ebenfalls angenommen werden. Ein weiteres innenliegendes Wall-Grabensystem hat einen Durchmesser von etwa 40–50 Metern. Dr. Bertram Jenisch gibt den Durchmesser des eigentlichen Turmhügels mit etwa 30 Metern an. Luftaufnahmen und Geländemerkmale südöstlich der Anlage deuten auf eine Vorburg hin.

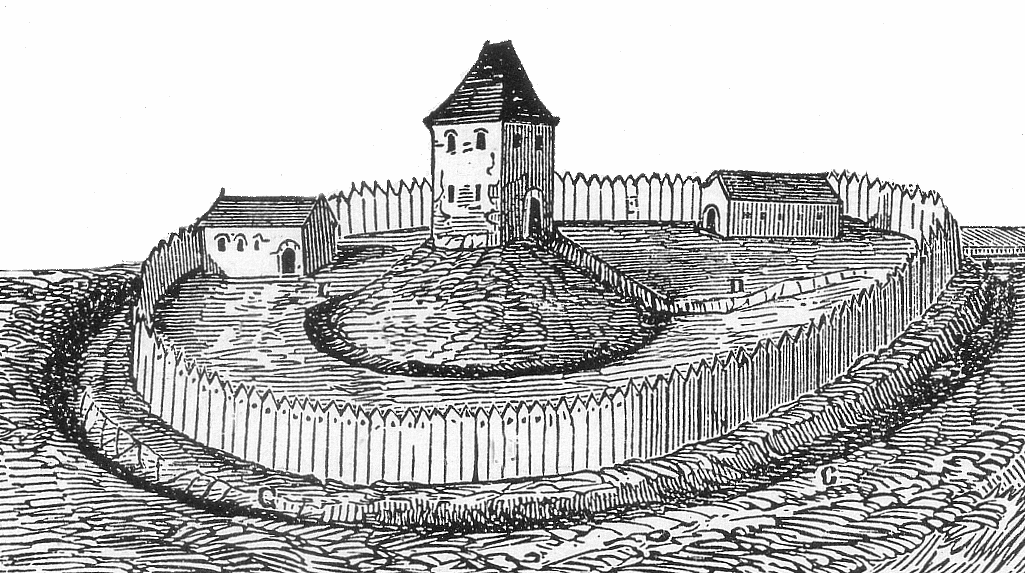
Rekonstruktionsversuch einer Motte
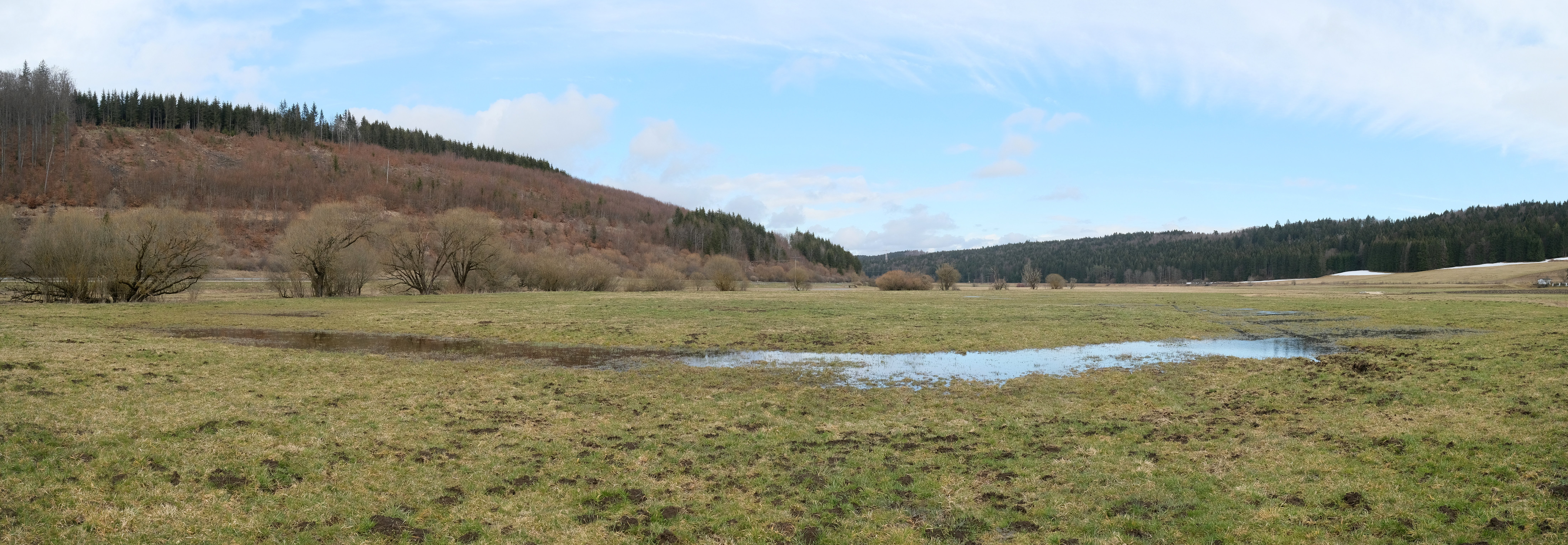
Bereich des ehemaligen Turmhügels
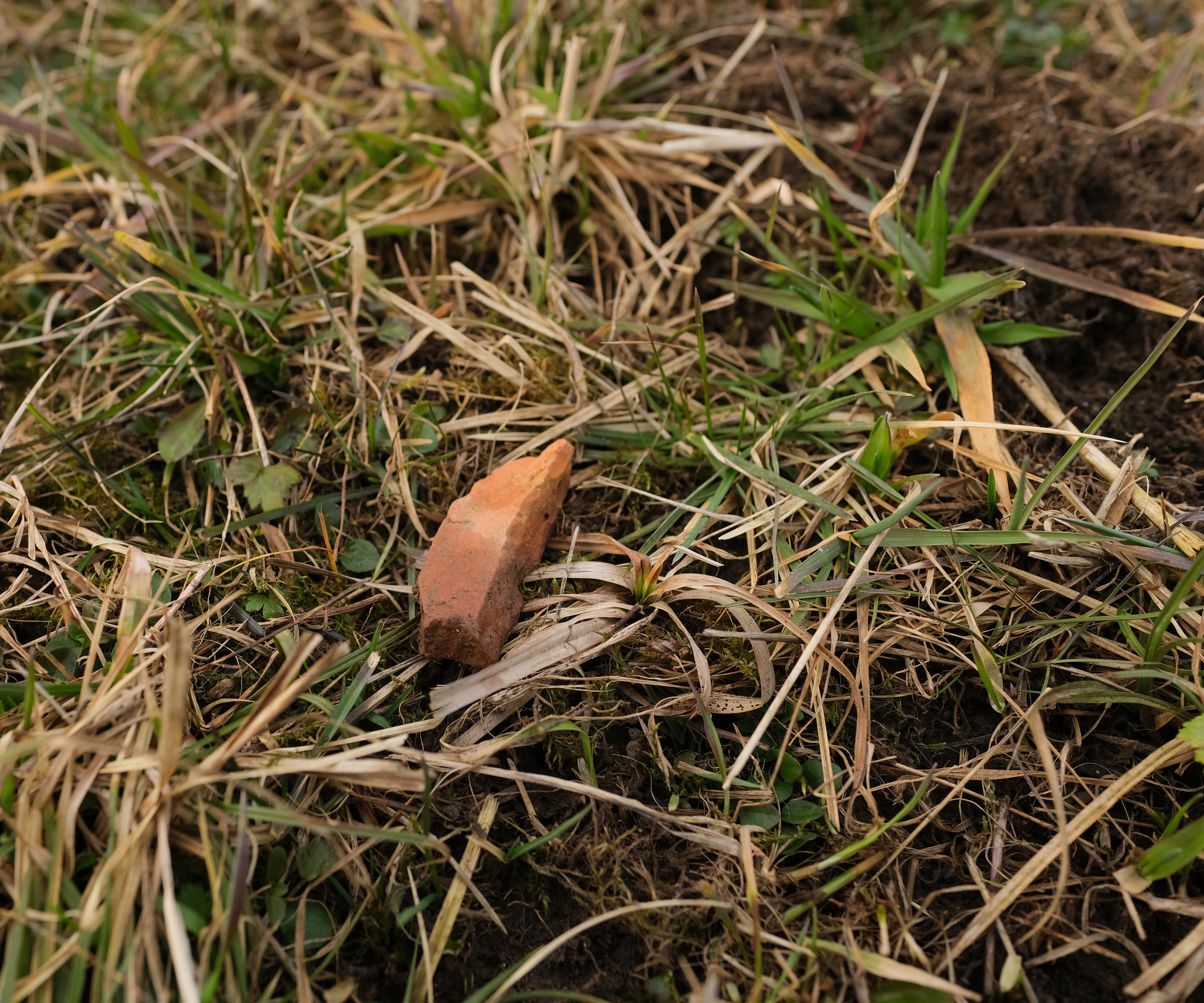
Ziegelrest
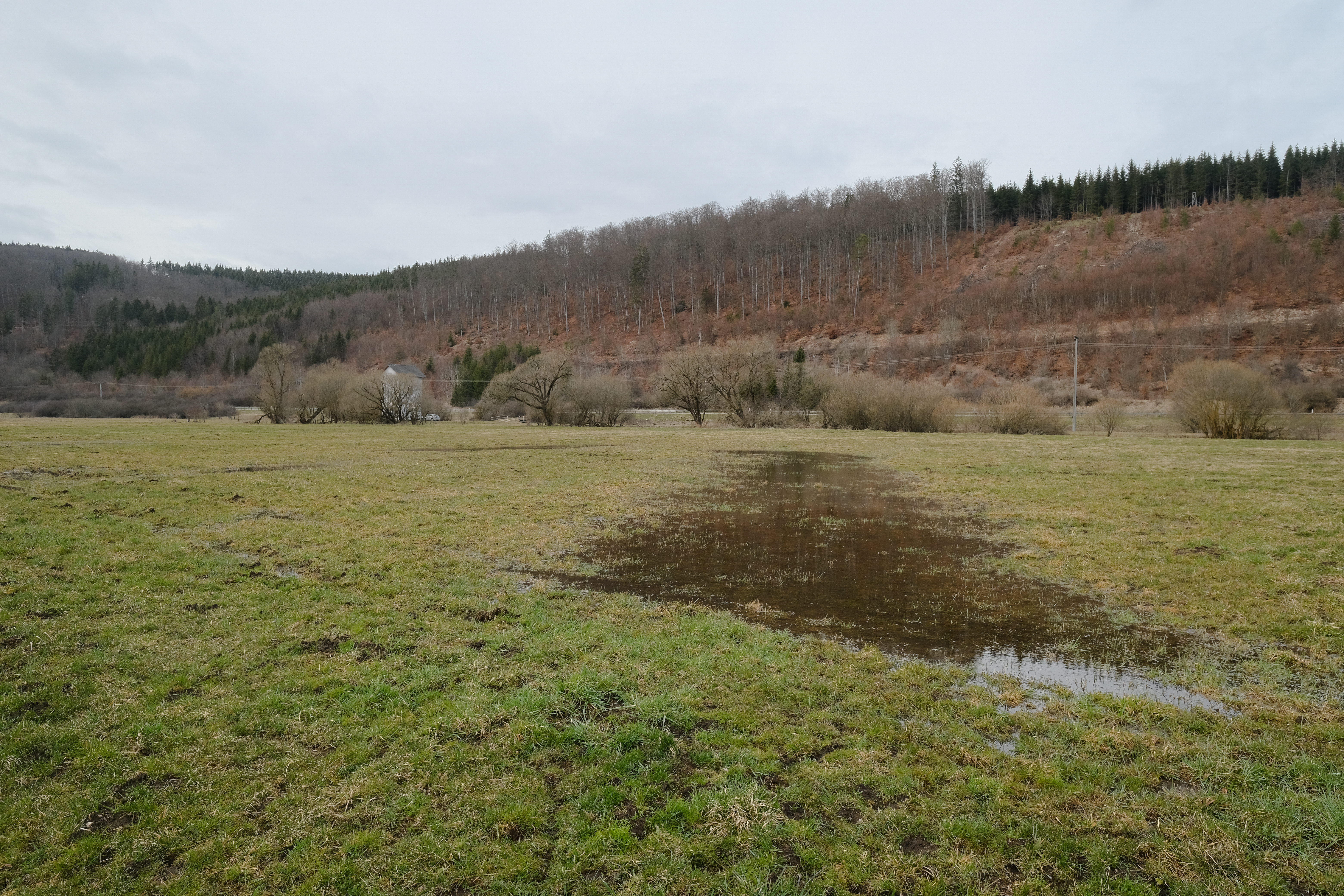
Bereich der vermuteten Vorburg

## Nachweise
1. 1 2  Aitlingen – Wüstung. Abgerufen am 16. März 2021.
2. 1 2 3 4 5  Bertram Jenisch M. A.: Aitlingen – Eine mittelalterliche Wüstung im Aitrachtal (= Landratsamt Schwarzwald–Baar–Kreis [Hrsg.]: Heimatjahrbuch des  Schwarzwald–Baar–Kreises. 18, Almanach 1994). Todt–Druck GmbH, Villingen–Schwenningen 1994, S. 80–83.
3. ↑  
Michael Losse: Kleine Burgenkunde. 3. Auflage. Regionalia Verlag GmbH, Euskirchen 2011, ISBN 978-3-939722-39-7, S. 50–51.